# Isola di Moiseev (Mar del Giappone)
L'isola di Moiseev (in russo Остров Моисеева) è un'isola russa nel golfo di Pietro il Grande (mar del Giappone), che fa parte dell'arcipelago dell'imperatrice Eugenia. Amministrativamente appartiene al Pervomajskij rajon della città di Vladivostok, nel Territorio del Litorale, che è parte del Circondario federale dell'Estremo Oriente.

## Geografia
L'isola si trova 37 km a sud-ovest di Vladivostok e circa 2,4 km a sud-ovest dell'isola di Rikord. Fa parte di un gruppo di 4 piccole isole ravvicinate, assieme alle isole di Želtuchin, di Sergeev e di Krotov. Ha un'altezza di 50 m; è rocciosa, ha un'ampia insenatura nella parte meridionale e una spiaggia di sassi a nord. Sull'isola c'è una fonte d'acqua.

## Storia
Come per le altre isole dell'arcipelago, Moiseev è stata visitata durante la spedizione russa del 1862-63 guidata da Vasilij Matveevič Babkin. Nel 1880 le è stato dato il nome dell'ufficiale S. I. Moiseev (С. И. Моисеева), che aveva preso parte alla spedizione nel golfo di Pietro il Grande.